# Hopliocnema
Hopliocnema is een geslacht van vlinders uit de onderfamilie Smerinthinae van de familie pijlstaarten (Sphingidae).

## Soorten
- Hopliocnema brachycera (Lower, 1897)